# 228136 Billary
228136 Billary este un asteroid din centura principală de asteroizi.

## Descriere
228136 Billary este un asteroid din centura principală de asteroizi. A fost descoperit pe 13 septembrie 2009 la Observatorul Teide (telescop OGS, Agenția Spațială Europeană) de către Matthias Busch și Rainer Kresken. Asteroidul prezintă o orbită caracterizată de o semiaxă mare de 2,25 ua, o excentricitate de 0,11 și o înclinație de 3,3° în raport cu ecliptica.